# Jardim Itatinga

Jardim Itatinga é um bairro da cidade brasileira de Campinas. Localiza-se na região sudoeste do município, na confluência das rodovias Santos Dumont e Bandeirantes, tendo ao norte o Jardim Maria Rosa, a leste o Jardim Nova Mercedes e a oeste, a pouco menos de 0,5 km e do outro lado da SP-348, está o DIC IV. O bairro é conhecido por abrigar uma grande zona de prostituição.

## História
O bairro surgiu antes da década de 1960, numa área que pertencia a uma fazenda de café chamada Pedra Branca, de onde originou-se o nome do bairro: na língua tupi, ita significa "pedra" e tinga, "branca". Entretanto, nessa década a região tornou-se uma zona de prostituição, quando recebeu os estabelecimentos e as pessoas envolvidas nessa atividade, expulsos da Região Central e do bairro Taquaral, bairro ainda pouco habitado que concentrava parte da atividade de prostituição desde a década anterior.

## Sub-bairros
Pelo fato de Campinas não ter delimitação legal de bairros, há bairros compreendidos dentro de outros maiores, tais como o Parque São Paulo, no extremo sul do Jardim Itatinga, junto à confluência das rodovias.

## Vias do bairro
1. Rua Anna Maria Marques
2. Rua Barra do Turvo
3. Rua Buritizal
4. Rua Cabrália
5. Rua Caiuá
6. Rua Campos Novos
7. Rua Corumbataí
8. Rua Dracena
9. Rua Eldorado
10. Rua Guaiçara
11. Rua Indiaporã
12. Rua Itapevi
13. Rua Mairinque
14. Rua Miguel Martines Lopes
15. Rua Pacaembu
16. Rua Três
17. Rua Urupês